# لوي أن (بلدية)
لوي أن هي بلدية (أكسا) وقرية في منطقة تران فان ثوي، في محافظة كا ماو، في فيتنام .